# Eozapus vicinus
Eozapus vicinus és una espècie de mamífer rosegador de la família dels dipòdids. És endèmic del sud-oest de la Xina (províncies de Gansu, Ningxia, Shaanxi i Sichuan). Té el pelatge dorsal de color groc marronós i el ventral de color blanc. Considerat tradicionalment una subespècie del ratolí saltador de la Xina (E. setchuensis), el 2025 fou elevat a la categoria d'espècie. Les anàlisis de genètica molecular apunten que divergí de les altres espècies modernes del gènere Eozapus durant el Miocè superior, fa aproximadament 8,15 milions d'anys. El nom específic vicinus significa ‘veí’.